# Николич, Марко (актёр)
Марко Николич (серб. Марко Николић; 20 октября 1946, Кралево, Югославия — 2 января 2019, Белград, Сербия) — сербский югославский актёр театра, кино и телевидения.

## Биография
Его мать была актрисой, отец – инженером-лесотехником. Обучался на Факультете драматического искусства в Белграде. С 1970 года – актёр столичного Национального театра.
С 1967 по 2018 год снялся более чем в 115 фильмах и сериалах.
Был трижды женат, имел троих детей, в том числе дочь Мину, которая тоже стала актрисой.
Умер после тяжёлой продолжительной болезни.
Похоронен на Аллее заслуженных (великих) Нового кладбища в Белграде.

## Избранная фильмография
- 2017 — Тени над Балканами — Лука Плетикосич
- 2015 — Брат Деян — Деян Станич
- 2011 — Парад – Богдан
- 2010 — Монтевидео: Божественное видение — Атанас Божич
- 2006 — Воин Шайтана
- 1995 — Тёмная ночь
- 1995 — Конец династии Обреновичей
- 1992 — Вы спешите в скупщину — Миломир Соколович
- 1991 — Сахарная голова — Давид Узлович
- 1990 — Бесшумный порох — Мрки
- 1983—1987 — Вук Караджич (сериал)
- 1983 — Цена риска — конкурент (нет в титрах)
- 1981 — Поезд на Кралево — железнодорожник-нелегал
- 1980 — Что-то из жизни — Божа, ветеринар
- 1978 — Бошко Буха. Рассчитывайте на нас — Пушкар
- 1978 — Битва за южную железную дорогу — Миса
- 1976 — Девичий мост —  Марко
- 1974 — Ужицкая республика — Клакер
- 1969 — Ранние работы
- 1968 — Скоро будет конец света — Азиз

Награждён несколькими престижными театральными премиями.